# Rubí
Rubí – miasto w Hiszpanii, we wspólnocie autonomicznej Katalonia, w prowincji Barcelona. W 2009 liczyło 72 987 mieszkańców.

## Miasta partnerskie
- Boyeros, Kuba
- Clichy, Francja
- Ocotal, Nikaragua
- Pudahuel, Chile